# 에른스트계 작센 제공국
에른스트계 제공국(독일어: Ernestinische Herzogtümer) 또는 작센계 제공국(영어: Saxon duchies)은 오늘날의 독일 튀링겐에 있었던 공국들이다.

## 유래
작센 공국은 1826년에 작센-고타-알텐부르크家의 프리드리히 4세를 마지막으로 男系가 끊기게 되자 재조직된다. 작센-코부르크-잘펠트 공국은 작센-코부르크-고타 공국이 되고, 작센-힐드부르크하우젠 공국은 작센-알텐부르크 공국이 된다. 1918년 독일제국 붕괴 당시 4개 공국이 있었는데, 이들 공국은 1920년 튀링겐 주로 통일된다.

## 구성
1918년 당시 기준
- 작센바이마르아이제나흐 대공국
- 작센코부르크고타 공국
- 작센알텐부르크 공국
- 작센마이닝겐 공국

1991년에 작센알텐부르크 공국의 대(代)가 끊겼다.

## 같이 보기
- 튀링겐주